# Elgersburg
Elgersburg est une municipalité allemande du land de Thuringe, dans l’arrondissement d'Ilm, au centre de l’Allemagne.

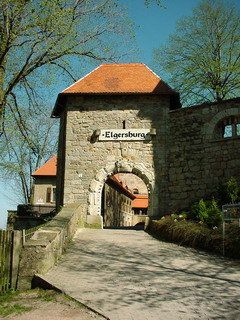
Porte d'entrée du château d'Elgersburg.